# حسن انصاریان
حسن انصاریان (زادهٔ ۱۴ فروردین ۱۳۳۹، تهران) کارگردان، فیلم‌نامه‌نویس و کارگردان نمایش ایرانی است. او کار خود را از ۱۸ سالگی در سینمای آزاد با ساخت سرخی چراغ سبز و پرنده آشتی شروع کرد و در سن ۲۱ سالگی با اجراهای تئاتر در باغ فردوس کار خود را ادامه داد.

## فعالیت هنری
حسن انصاریان از سال ۱۳۵۷ پا به عرصه سینما و تئاتر گذاشت. او در این سال در فیلم تماس (فیلم ۱۳۶۸) دستیاری کارگردانی را بر عهده داشت و در فیلم کوتاه سرخی چراغ سبز را در مقام نویسنده، کارگردان، فیلم‌بردار و تدوین‌گر ساخت.
 اما شاید بتوان روایت و کارگردانی نمایش ماهی سیاه کوچولو را در سال ۱۳۵۸ نقطه عطف شروع فعالیت‌هایش دانست. به‌طور کلی براساس آثار انصاریان می‌توان او را فردی دغدغه‌مند در حوزه کودک دانست؛ چرا که نویسندگی و کارگردانی آثاری چون نمایش موزیکال روباه قرمز، نمایش خرس پشمالو، گل اخمالو، نویسندگی سریال تلویزیونی  سرزمین رؤیاها (مجموعه تلویزیونی) به کارگردانی حمید قدکچیان، کارگردانی فیلم تلویزیونی حقه‌های شیطان و نمایش شاپرک خانم نوشته بیژن مفید را بر عهده داشته‌است.
او در سال ۱۳۶۰ نمایش توطئه را نوشت و آن را روی صحنه برد. متن این نمایش بسیار مورد توجه قرار گرفت و جوایز متعددی دریافت کرد. در سال ۱۳۶۲ توسط «مرکز هنرهای نمایشی» جزو ۱۰ نمایشنامه برگزیده سال شناخته شد و از نویسنده خریداری و نمایشنامه را منتشر کرد.
انصاریان فعالیت خود را در حوزه تئاتر رها نکرد و همان‌طور که در مصاحبه‌ای گفته بود از تئاتر وارد سینما شد؛ اما از دهه ۷۰ به تدریج به سراغ فیلمنامه‌نویسی برای آثار سینمایی رفت. آواز تهران اولین فیلمنامه او در حوزه سینما بود که کامران قدکچیان کارگردانی آن را بر عهده داشت و بازیگرانی چون ابوالفضل پورعرب، بیژن امکانیان، فریبا کوثری، چنگیز وثوقی و جهانگیر فروهر در این فیلم به ایفای نقش پرداختند. عروس فراری (فیلم ۱۳۸۳)، سوغات فرنگ (فیلم ۱۳۸۵)، مهمان (فیلم ۱۳۸۵)، گیس‌بریده، کلاغ پر (فیلم) ،نازنین (فیلم ۱۳۹۲) سینمایی دایان باخ (طراح داستان) از دیگر فیلمنامه‌های اوست.
انصاریان به‌طور همزمان در تلویزیون هم فعالیت داشت و در دهه ۸۰ سریال‌های تلویزیونی فرمان (مجموعه تلویزیونی) و برای آخرین بار را نوشت.